# Tommy Cash
Tomas Tammemets (Tallinn, 18 november 1991), beter bekend onder zijn artiestennaam Tommy Cash, is een Estisch zanger.

## Biografie
Tammemets kwam ter wereld in Kopli, een wijk in de Estse hoofdstad Tallinn, als kind van etnisch Russische ouders. 
Hij bracht zijn eerste singles uit in 2012. In januari 2017 won hij tijdens Eesti muusikaauhinnad, de uitreiking van de jaarlijkse Estse muziekprijzen, de prijs voor muziekvideo van het jaar voor het nummer "Winaloto". Diezelfde maand was hij in Nederland te zien op het Groningse muziekfestival Eurosonic Noorderslag.
In 2025 won Tammemets Eesti Laul, de Estische preselectie voor het Eurovisiesongfestival, met een absolute meerderheid van stemmen. Met het lied Espresso macchiato, een parodie gezongen in gebroken Engels en Italiaans, werd hij vervolgens uitgeroepen tot de vertegenwoordiger van Estland op het Eurovisiesongfestival 2025 in Bazel, Zwitserland. Tammemets nam eerder al nummers op met songfestivaldeelnemers Little Big (Give me your money in 2015 en Turn it up in 2021), Käärijä (It's Crazy It's Party in 2023) en Joost Klein (United by music in 2025).

## Discografie

### Singles
| Single met hitnotering(en) in de Vlaamse Ultratop 50 | Datum van verschijnen | Datum van binnenkomst | Hoogste positie | Aantal weken | Opmerkingen |
| ---------------------------------------------------- | --------------------- | --------------------- | --------------- | ------------ | ----------- |
| Espresso Macchiato                                   | 2025                  | 25-5-2025             | 4               | 13*          |             |

| Single met eventuele hitnotering(en) in de Nederlandse Top 40 | Datum van verschijnen | Datum van binnenkomst | Hoogste positie | Aantal weken | Opmerkingen |
| ------------------------------------------------------------- | --------------------- | --------------------- | --------------- | ------------ | ----------- |
| Espresso Macchiato                                            | 2025                  | 25-5-2025             | 17              | 7            |             |

1994: Silvi Vrait · 
1996: Ivo Linna & Maarja-Liis Ilus · 
1997: Maarja-Liis Ilus · 
1998: Koit Toome · 
1999: Evelin Samuel & Camille · 
2000: Ines · 
2001: Tanel Padar, Dave Benton & 2XL · 
2002: Sahlene · 
2003: Ruffus · 
2004: Neiokõsõ · 
2005: Suntribe · 
2006: Sandra Oxenryd · 
2007: Gerli Padar · 
2008: Kreisiraadio · 
2009: Urban Symphony · 
2010: Malcolm Lincoln · 
2011: Getter Jaani · 
2012: Ott Lepland · 
2013: Birgit Õigemeel · 
2014: Tanja · 
2015: Elina Born & Stig Rästa · 
2016: Jüri Pootsmann · 
2017: Koit Toome & Laura · 
2018: Elina Netsjajeva · 
2019: Victor Crone · 
2021: Uku Suviste · 
2022: Stefan · 
2023: Alika · 
2024: 5miinust & Puuluup · 
2025: Tommy Cash